# 철도 오타쿠 미치코, 2만 킬로
《철도 오타쿠 미치코, 2만 킬로》(鉄オタ道子、2万キロ 테츠오타미치코니만키로[*])는 2022년 1월 8일 매주 토요일 새벽 12시 52분부터 1시 23분에 금요일 심야 시간대로 TV 도쿄에서 방영되고 있는 일본의 드라마이다.

## 개요
가구 회사에서 일하는 오오가네쿠 미치코에게 누구에게도 말하지 않는 비밀이 있다. 그것은 철도 오타쿠이다. 헤어진 연인과의 사이에 일어난 일이 트라우마가 되어버신 미치코는 휴식을 하게 되며, 누구에게도 간섭받지 않고, 누구에게도 방해되는 일이 없는 철도 1인 여행을 즐긴다. 철도 오타쿠인 여성이 일본 전국의 다먕한 잠소를 여행하는 것으로 여기저기서 만난 사람들과 교류나 평소 보지 못한 경치 등을 즐기면서 진정한 자신을 찾아가는 이야기이다.

## 등장 인물
- 타마시로 티나 : 오오가네쿠 미치코(大兼久道子) 역 - 유명 가구 회사 사원, 철도 오타쿠
- 쿠리하라 루이 : 카이(甲斐) 역 - 미치코가 홋카이도 히라후역에서 만난 청년
아르바이트를 하면서 전국의 철도 사진을 찍고 있다.
- 롯카쿠 세이지 : 쿠로바네 노리오(黒羽則夫) 역 - 잡지 ‘여행과 철도’의 편집장
- 쿠보 노노카 : 노조미(のぞみ) 역 - 잡지 ‘여행과 철도’의 편집자, 노리오의 부하

## 방영 일정
| 화수  | 날짜     | 역 이름               | 노선 정보                  | 기차 정보    |
| ----- | -------- | --------------------- | -------------------------- | ------------ |
| 제1화 | 1월 8일  | 홋카이도 히라후역     | 하코다테 본선              | H100형       |
| 제2화 | 1월 15일 | 도치기현 오지카코겐역 | 야간 철도 아이즈키누가와선 | AT-700/750형 |

## 스핀 오프 드라마
본편 방송이 끝나고 “철도 오타쿠 노조미, 50킬로”(鉄オタのぞみ、50キロ)가 히카리TV, Paravi, 유튜브(TV 도쿄 공식 드라마 채널), 웹 상에서도 TV 도쿄(공식 사이트, TVer, GYAO!)에서 공개된다.
‘여행과 철도’(旅と鉄道)의 편집자인 노조미가 충동적으로 일을 뒤로 하고 가까운 철도 명소로 나가버리는 모습을 그린다. 철도 감수는 와타나베 마사시이다.

### 방영 일정
| 화수  | 날짜     | 지역                    |
| ----- | -------- | ----------------------- |
| 제1화 | 1월 8일  | 시나가와구 기타시나가와 |
| 제2화 | 1월 15일 | 시나가와구 야시오       |

### 내용주
1. ↑  그 충동은 ‘각성’이라고 말하며, 요시카와 마사히로(달링 허니)의 구내 방송 느낌의 음성이 흐른다.

### 참조주
1. 1 2  “玉城ティナが“鉄オタ女子”に! 「たくさんのローカル駅に出会えるのが楽しみです」<鉄オタ道子、2万キロ>。” [타마시로 티나가 “철도 오타쿠 여자”로! ‘많은 지방 역에서 만날 수 있는 것이 기대됩니다’ 〈 철도 오타쿠 미치코, 2만 킬로〉]. 《WEBザテレビジョン》 (일본어) (KADOKAWA). 2021년 11월 25일. 2021년 11월 25일에 확인함.
2. 1 2  “玉城ティナ、テレ東初主演　『鉄オタ道子、2万キロ』、1月スタート” [타마시로 티나, TV 도쿄 첫 주연 “철도 오타쿠 미치코, 2만 킬로”, 1월 시작]. 《クランクイン!》 (일본어). 2021년 11월 25일. 2021년 11월 25일에 확인함.